# Манганари, Егор Павлович
Егор Павлович Манганари (1796 — 2 (14) августа 1868) — российский гидрограф, брат Михаила и Ивана Манганари.

## Биография
Выходец из семьи греческого эмигранта Манганари. Родился в 1796 году.
В 1809 году начал обучение в Черноморском штурманском училище в Николаеве; 1 октября 1813 года был произведён в штурманские помощники унтер-офицерского чина, а 1 октября 1815 года — в гардемарины. Первый офицерский чин — мичмана, он получил 18 февраля 1816 года. Уже в 1820 году командовал бригантиной «Волга». Затем под его командованием канонерские лодки в составе Дунайской флотилии совершили переход из Николаева в Измаил, а оттуда — в Днестровский лиман и в Килию. Спустя год, 22 апреля 1821 года, Манганари был произведён в лейтенанты. В 1825 году он командовал бригом «Николай» и начал свою выдающуюся картографическую деятельность — произвёл опись Днепровского лимана и Буга. За эту работу Е. Манганари был награждён орденом Св. Анны 3-й степени и ему было поручено произвести опись Азовского и Чёрного морей; с 1827 года он командовал яхтой «Голубка».
Экспедиция по детальной съёмке побережья Чёрного и Азовского морей под руководством Е. П. Манганари продолжалась в течение 1828—1837 годов. В ней также участвовал его брат Михаил. В этот период он также принял участие в Русско-турецкой войне 1828—1829 годов. За отличную службу был произведён в капитан-лейтенанты, с назначением в 40-й флотский экипаж и 18 декабря 1829 года был награждён орденом Св. Владимира 4-й степени. В 1832 году, за составление лоций Азовского и Чёрного морей ему было пожаловано 750 рублей.
Во время военных действий 1833—1834 годов против кавказских горцев Е. Манганари проводил гидрографические работы у кавказского черноморского побережья и был награждён орденом Св. Станислава 2-й степени. За карты турецких берегов, в 1835 году турецкий султан Махмуд II, пожаловал Егору Павловичу Манганари бриллиантовый орден Нишан-Ифтихар. 1 января 1837 года Е. Манганари был произведён в подполковники корпуса флотских штурманов; 12 апреля 1839 года ему было присвоено звание капитана 2-го ранга (со старшинством с 2 апреля 1837 года); 6 декабря 1839 года он был произведён в капитаны 1-го ранга.
В результате исследований Манганари составил первый содержательный «Атлас Чёрного моря» из 25 листов гравированных карт черноморского побережья (отдельных бухт и заливов) и 16 листов с видами берегов, снятые с натуры А. Я. Кухаревским. Атлас был издан в Николаеве при Гидрографическом черноморском Депо в 1841 году и оставался актуальным до начала XX века с небольшими поправками, добавленными позже другими гидрографами. За выслугу лет, 5 декабря 1841 года Манганари был награждён орденом св. Георгия 4-й степени (№ 6473 по кавалерскому списку Григоровича — Степанова), а в 1842 году был пожалован за проделанный труд по составлению атласа бриллиантовым перстнем.
В 1846—1848 годах Е. Манганари командовал фрегатом Агатополь. После присвоения ему чина генерал-майора корпуса флотских штурманов в 1849—1857 годах он был директором черноморских и азовских маяков. Оснащение новыми маяками и, начавшийся переход на френелевскую систему освещения, во многом способствовало удачным морским действиям во время Крымской войны 1853—1856 годов; картографические документы Манганари о Синопской бухте были использованы российскими военными моряками во время Синопской битвы.
С 23 июля 1856 года Егор Павлович Манганари был назначен состоять по адмиралтейству, но через год, 28 июня 1857 года, вышел в отставку по состоянию здоровья и занялся управлением своим небольшим владением — селом Малая Дереклея в Одесском уезде, на правом берегу Южного Буга. Сохранилось упоминание о Манганари в сообщении Н. П. Карабчевского того времени, касавшегося мужа его тёти, адмирала Николая Андреевича Аркаса: 

Мы пробыли в общем три дня в Богдановке. Николай Андреевич почти все время где-то пропадал, осматривая с управляющим в подробностях все имение. Он сделал также визит соседнему помещику, престарелому адмиралу Манганари, которого знал и раньше. От него он вывез большой круг какого-то сыра, которым очень гордился хозяйственный адмирал, так как он завел у себя сыроварню и лично наблюдал за изготовлением своего «голландского сыра».
Умер 2 (14) августа 1868 года. Был похоронен в Николаеве на городском кладбище (могила не сохранилась).

## Семья
Жена, Ксения (Аксинья) Ивановна, была младше мужа на 14 лет. У них родилось четверо детей:
- Павел (ум. 1841) — мичман Балтийского флота.
- Даниил (1833—?) — лейтенант флота.
- Надежда (1836—?) — вышла замуж за капитан-лейтенанта 2-го учебного морского экипажа Василия Кирилловича Станиславского. В 1853 году у них родился сын Григорий, а в 1856 году сын Иван.
- Любовь (1840—?) — вышла замуж за майора 5-го пехотного армейского корпуса Ивана Степановича Калакуцкого.